# كورغوس
كورغوس هو الاسم الحديث لمدينة سودانية بين شلالات النيل الرابعة والخامسة، على بعد 540 كم جنوب أبو حمد. كان هذا هو الحد الجنوبي من الوجود المصري في النوبة خلال الإمبراطورية المصرية.

## نبذة
تم العثور على مجموعة من الأحجار المنقوشة أو المطلية بالعلامات في مكان قريب في مكان يسمى حجر المروة (صخرة الكوارتز) بما في ذلك لوحتين للملكان المصريان تحتمس الأول وتحتمس الثالث، مع صورة آمون رع العشر بين الآخرين. يبلغ ارتفاع المجموعة 23.6 مترًا كحد أقصى وهي مزينة من جانب وجزء صغير من الجانب الآخر. يظهر أيضًا رقم عشرة آمون رع. هناك أيضًا نقش تاريخي يشير على الأرجح إلى عهد تحتمس الثالث.